# 福井県道110号北野松岡線
福井県道110号北野松岡線（ふくいけんどう110ごう きたのまつおかせん）は福井県あわら市と同県吉田郡永平寺町とを結ぶ一般県道である。

## 路線概要

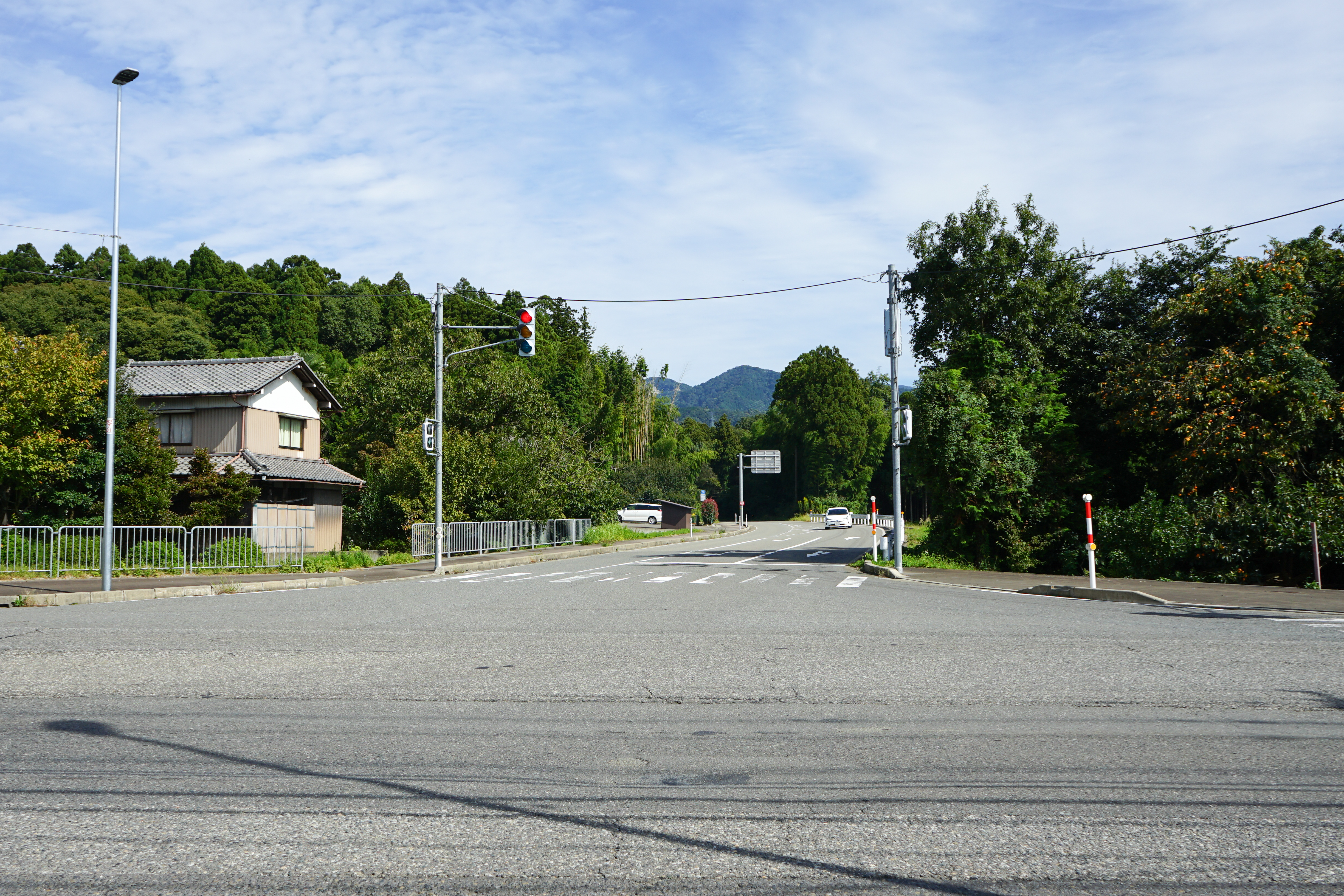
旧起点の前谷交差点（あわら市）

あわら市の国道8号と永平寺町の国道416号を結ぶ役割を担う県道である。両国道は同県福井市で結果的に合流するが、永平寺町からは距離があるので石川県や富山県を目指す上では非常に重要な役割といえるだろう。
2019年4月1日、国道8号旧道の国道指定解除（同区間には福井県道272号金津丸岡線を新設）に伴い起点を同線との交点・前谷交差点から国道8号現道（福井バイパス）交点である北野交差点への変更・西伸とともに中川松岡線から北野松岡線へ名称変更。芦原温泉停車場中川線の終点も同交差点まで移動・短縮され福井県道123号芦原温泉停車場北野線へ変更となった。

### 路線データ
- 起点：福井県あわら市北野
- 終点：同県吉田郡永平寺町松岡春日

## 通過する自治体
- 福井県
  - あわら市
  - 坂井市
  - 吉田郡
    - 永平寺町

## 道路状況
全線片側1車線の確保された一般的な県道である。旧松岡町域では市街地、坂井市では山岳地、あわら市では農村部と様々な沿線を持ち、変化に富んだ道路である。全線を通じて他のこの地域の県道と比較するとやや交通量が多く、地域住民にとって重要な道路であることが窺える。しかし渋滞が起きるほどの交通量ではないので、安心して利用できる道といえるだろう。
2010年（平成22年）3月に、起点付近（国道8号交点から約700 m）においてバイパス道路（当時の国道8号との交差点は前谷交差点）が開通した。右折専用レーンが整備されたため、狭小区間の解消とともに国道8号の円滑な交通を助けている。

## 接続路線
- 福井県道123号芦原温泉停車場北野線（あわら市北野・北野交差点、起点）
- 国道8号（福井バイパス）（同上）
- 福井県道272号金津丸岡線（あわら市中川・前谷交差点）
- 福井県道10号丸岡川西線（坂井市丸岡町川上 -＜重複＞-同市丸岡町女形谷）
- 福井県道17号勝山丸岡線（坂井市丸岡町寄永・寄永交差点）
- 福井県道112号栃神谷鳴鹿森田線（坂井市丸岡町新鳴鹿一丁目・新鳴鹿一丁目交差点）
- 国道416号＜現道＞（永平寺町松岡春日一丁目・春日交差点、終点）
- 福井県道113号稲津松岡線(同上)

## 沿線
- E8 北陸自動車道 女形谷PA - 福井県道10号丸岡川西線重複区間沿いの駐車場（ぷらっとパーク）から徒歩で下り線（新潟方面）施設を利用可。
- 福井県総合グリーンセンター
- 福井大学松岡キャンパス（医学部）
  - 福井大学医学部附属病院
- 九頭竜川（五松橋）
- えちぜん鉄道勝山永平寺線 松岡駅
- 永平寺町役場